# Schizocarphus nervosus
Die Schizocarphus nervosus ist die einzige Art der Pflanzengattung Schizocarphus innerhalb der Familie Spargelgewächse (Asparagaceae). Sie ist vom südlichen tropischen Afrika bis Südafrika verbreitet und werden dort White Squill (englisch) genannt.

## Beschreibung

### Erscheinungsbild und Blatt
Schizocarphus nervosus wächst als ausdauernde krautige Pflanze. Dieser Geophyt bildet eine unterirdische Zwiebel als Überdauerungsorgan aus, deren Ummantelung („Tunika“) außen grob faserig ist. Auf der Zwiebel sitzen faserige Blattscheiden. Die kompakte Zwiebelblätter überdecken sich dachziegelartig und enden oft faserig. Die Zwiebelplatte besitzt einen Ring aus dicht zusammenstehenden, verzweigten Wurzeln.
Die Laubblätter stehen in einer grundständigen Rosette zusammen. Die einfache, steife, oft gedrehte Blattspreite ist riemen- bis lanzettförmig mit verdickten Spreitenrand. Es liegt Parallelnervatur vor.

### Blütenstand und Blüte
An einer Zwiebel werden in einer Blühsaison einer oder zwei mehr oder weniger lange, stielrunde Blütenstandsschäfte gebildet, auf denen ein dichter, konischer oder zylindrischer, traubiger Blütenstand steht, der viele Blüten enthält. Es sind schmale Tragblätter vorhanden. Die drahtigen, oft fein behaarten Blütenstiele sind anfangs kurz und strecken sich während des Aufblühens.
Die zwittrigen Blüten sind radiärsymmetrisch und dreizählig. Die sechs gleichgeformten Blütenhüllblätter sind frei, etwa 4 mm lang und stehen sternförmig zusammen. Die Farben der Blütenhüllblätter sind blau über cremefarben und weißlich bis grünlich-weiß. Es sind zwei Kreise mit je drei Staubblättern vorhanden. Die weißen Staubfäden sind dreieckig verbreitert und an ihrer Basis verwachsen. Die bläulich-grünen Staubbeutel sind kurz. Die drei Fruchtblätter sind zu einem bläulich-grünen bis schwarzen, bei einem Durchmesser von 5 bis 8 mm kugeligen, oberständigen Fruchtknoten verwachsen. Je Fruchtknotenkammer sind nur zwei, selten bis sechs Samenanlagen vorhanden.

### Frucht und Samen
Die kugelige Kapselfrucht enthält in jedem Fruchtfach wenige Samen. Die schwarzen Samen sind eiförmig.

### Chromosomenzahl
Die Chromosomenzahl beträgt 2n = 40.

## Vorkommen und Gefährdung
Schizocarphus nervosus ist vom südlichen tropischen Afrika bis östlichen Südafrika verbreitet. Fundorte im südlichen Afrika gibt es in Mpumalanga, Limpopo, Free State, Gauteng, KwaZulu-Natal, Ostkap, Nordkap und Nordwest. Sie gedeiht auf steinigen oder offenen Grasland.
Sie wird in der roten Liste der gefährdeten Pflanzenarten Südafrikas als „Least Concern“ = „nicht gefährdet“ bewertet.

## Systematik
Die Erstbeschreibung dieser Art erfolgte 1822 unter dem Namen (Basionym) Ornithogalum nervosum Burch. durch William John Burchell in Travels in the interior of South Africa, Band 1, S. 537. Die Gattung Schizocarphus wurde 1943 durch Frederick Ziervogel Van der Merwe (1894–1968) in Flowering Plants of South Africa, Band 23, Tafel 904 aufgestellt. Die Typusart ist Schizocarphus nervosus (Burch.) Van der Merwe. Der Gattungsname Schizocarphus leitet sich aus den griechischen Wörtern schizein für spalten und karpos für Frucht ab; dies bezieht sich auf die tief dreilappige Frucht. Das Artepitheton nervosum bedeutet nervig. Weitere Synonyme für Schizocarphus nervosus (Burch.) Van der Merwe sind: Schizocarphus acerosus Van der Merwe, Schizocarphus gerrardii (Baker) Van der Merwe, Schizocarphus rigidifolius (Kunth) Van der Merwe, Scilla gerrardii Baker, Scilla hispidula Baker, Scilla nervosa (Burch.) Jessop, Scilla rigidifolia Kunth, Scilla rigidifolia var. acerosa Van der Merwe, Scilla rigidifolia var. gerrardi (Baker) Baker und Scilla rigidifolia var. nervosa Baker.
Schizocarphus nervosus ist die einzige Art der Gattung Schizocarphus, die zur Subtribus Massoniinae aus der Tribus Hyacintheae in der Unterfamilie der Scilloideae innerhalb der Familie Asparagaceae gehört. Sie wurde früher in die Familien Hyacinthaceae oder Liliaceae eingeordnet.

## Nutzung
Schizocarphus nervosus wird in der Volksmedizin genutzt.